# 덕산군
덕산군(德山郡)은 덕산면을 중심으로 지금의 예산군 서부지역에 있었던 옛 행정구역이다.
덕산이라는 이름은 고려시대에 덕풍현(德豊縣)과 이산현(伊山縣)이 합쳐서 생긴 지명인데, 여기서는 합치기 전까지의 이산현만 다룬다.
이산현은 지금의 예산군 덕산면을 중심으로 삽교읍 일부까지의 지역이다.

## 역사
| Daedongyeojido (Gyujanggak) 14-06.jpg |
| Daedongyeojido (Gyujanggak) 15-05.jpg |

- 백제시대에 마시산군(馬尸山郡)이 설치되었다.
- 신라시대에 이산군(伊山郡)으로 개명하고 목우현(目牛縣)과 금무현(今武縣)의 두 현을 영현으로 삼았다.
- 고려시대에 현으로 강등되어 이산현(伊山縣)이 되었다.
- 1405년 조선 태종 5년에 옛날의 영현이었던 덕풍현과 합병되어 덕산현(德山縣)이 되었다.
- 1413년 태종 13년에 현감이 배치되었다.
- 1847년 조선 헌종 13년에 덕산이 군으로 승격되었다.

덕산군의 산하에 장촌(場村) 대조지(大鳥旨), 대덕산(大德山), 나박소(羅朴所), 현내(懸內), 내야(內也), 외야(外也), 도용(道用), 고현내(古縣內), 고산(高山), 거등(居等), 비방곶(菲方串)의 12개면이 있었다.
- 1895년 23부府제로 행정구역이 재편되면서 홍주부관할 덕산군이 되었다가 이듬해 13도제로 환원되면서 충청남도에 속했다.
- 1906년 월경지 정리에 의하여 비입지(飛入地)인 비방곶면이 면천군으로, 설현우현이 해미군으로 이관되었다.

## 1914년 이후
| 조선총독부령 제111호 |             |                                                                            |
| 구 행정구역 | 신 행정구역 | 신 행정구역                                                                |
| 덕산군 현내면(縣內面) 중치리/삼승리/약동/신치리/소시촌 일부, 구정리/궁리/노곡리 일부/조양리 일부, 동문리 일부/(내야면)평리 일부, 교동/어은리, 상가리/중가리 일부/사점리 일부, 원리/신리/조양리 일부/평리 일부/서문리 일부, 서문리 일부/중가리 일부, 성내리/동문리 일부/서문리 일부/평리 일부/신리 일부, 궁평리/신동/노곡리 일부/조양리 일부/소시촌 일부 | 덕산면      | 대치리, 둔리, 북문리, 사동리, 상가리, 신평리, 옥계리, 읍내리, 시량리       |
| 덕산군 나박소면(羅朴所面) 조교촌/광돌리/사천리 일부, 상탄리/낙천리 일부/(홍주군 고남하도면)갈오리 일부/원성리 일부, 신동/송애촌/복당리 일부, 거천리/낙천리 일부, 복당리 일부/평리 일부/(홍주군 고남하도면)구성동/원성리 일부, 사천리 일부, 점촌/사천리 일부 | 덕산면      | 광천리, 낙상리, 내라리, 대동리, 복당리, 사천리, 외라리                     |
| 덕산군 내야면(內也面) 식암리/구산리/(고현내면)군대리 일부, 시동 일부/화은리 일부, 서림리/봉동/제동/성지동, 돌리/사점리/목리 일부/후종리 일부, 시동 일부/시점리, 상안리/중안리/화은리 일부, 평리 일부/목리 일부/후종리 일부, 두암리/시동 일부/평리 일부/(고현내면)대야동 일부/(도용면)풍경리 일부 | 봉산면      | 구암리, 당곡리, 봉림리, 사석리, 시동리, 옥전리, 하평리, 효교리             |
| 덕산군 외야면(外也面) 고도리/(고현내면)군대리 일부, 궁리/세영동/평리/신동 일부, 월조리/중안리/탄리/신동 일부, 석하리/석교리/항리/마산리/(면천군 마산면)대곡리 일부, 옹안리/대덕리, 고상리/(고현내면)군대리 일부 | 봉산면      | 고도리, 궁평리, 금치리, 마교리, 옹안리, 화전리                             |
| 덕산군 고현내면(古縣內面) 포두리/송정리/화리/군대리 일부/(내야면)사점리 일부, 상별리/내성리/외성리/옥동/고곡리/해상리/하리, 방축리/신동 | 봉산면      | 대지리                                                                     |
| 덕산군 고현내면(古縣內面) 포두리/송정리/화리/군대리 일부/(내야면)사점리 일부, 상별리/내성리/외성리/옥동/고곡리/해상리/하리, 방축리/신동 | 고덕면      | 대천리, 석곡리                                                             |
| 덕산군 고산면(高山面) 양금리/하몽리/원기리/두곡리/주교리/상몽리 일부/천변리 일부, 어은동/상시동/후곡동/동리/천변리 일부/호음리 일부/상몽리 일부, 도동/상장리 일부/(고현내면)하리 일부, 오촌/추동/지곡리 일부, 지곡리 일부/상장리 일부 신상리/공수동/매동/황매동/호음리 일부/천변리 일부 | 고덕면      | 몽곡리, 상몽리, 상장리, 오추리, 지곡리, 호음리                             |
| 덕산군 거등면(居等面) 방리/상리/궁리/(고현내면)하리 일부 | 고덕면      | 상궁리                                                                     |
| 덕산군 도용면(道用面) 포리/황금리/천변리, 일리/이리/삼리 일부/조산리/(대조지면)하룡리 일부, 중리/(대조지면)상룡리 일부/하룡리 일부 | 고덕면      | 구만리, 사리, 용리                                                         |
| 덕산군 대덕산면(大德山面) 사리/(홍주군 치사면)치사동, 수촌리 일부/(대조지면)평리 일부, 이리 일부/삼리 일부/목리 일부/(현내면)원리 일부/(대조지면)안치리 일부, 이리 일부/삼리 일부/수촌리 일부/(대조지면)안치리 일부/역상리 일부/평촌 일부 | 삽교면      | 목리, 수촌리, 신리, 이리                                                   |
| 덕산군 대조지면(大鳥旨面) 상룡리 일부/역하리 일부, 신흥리/삽교리 일부/평촌 일부/상성리 일부/하성리 일부/(장촌면)도리 일부, 상동 일부/하성리 일부/상성리 일부, 상갈리/하갈리/창정리/역동/역중리 일부/송산리 일부/(현내면)동문리 일부, 안치리 일부/송산리 일부/(대덕산면)신리 일부/(현내면)역리 일부, 안치리 일부/역상리 일부, 역중리 일부/역하리 일부, 하동/상룡리 일부/하룡리 일부/상동 일부/하성리 일부, 창정리/(도용면)삼리 일부/풍경리 일부, 삽교리 일부/(대덕산면)이리 일부 | 삽교면      | 가리, 삽교리, 상성리, 상하리, 송산리, 안치리, 역리, 용동리, 창정리, 평촌리 |
| 덕산군 장촌면(場村面) 현화리/사촌/방리 일부, 현교리/(예산군 거구화면)목소리, 신흥리/가곡리, 하리/포리/신리 | 삽교면      | 두리, 성리, 신가리, 하포리                                                 |

## 기타
덕산 송씨 ·황씨 ·고씨 ·오씨 ·문씨 ·장씨(蔣氏)의 관향으로 알려져 있다.